# Mateusz Bartel
Mateusz Bartel est un joueur d'échecs polonais né le 3 janvier 1985 à Varsovie.
Au 1er juillet 2015, il est le no 6 polonais et le 141e joueur mondial avec un classement Elo de 2 631. Il est marié à Marta Bartel.

## Carrière aux échecs
Bartel remporta le championnat d'Europe des moins de 18 ans en 2003.
Lors du Championnat du monde de la Fédération internationale des échecs 2004, il fut éliminé au premier tour par Teimour Radjabov. L'année suivante, il gagna le tournoi de Cork en 2005.
Grand maître international depuis 2005, Bartel a remporté :
- le championnat de Pologne à quatre reprises (en 2006, 2010, 2011 et 2012) ;
- l'open Aeroflot en 2012 (au départage) ;
- la médaille de bronze lors du championnat d'Europe d'échecs individuel de 2015.

### Coupes du monde
Il a participé à la Coupe du monde d'échecs en 2007 (éliminé au premier tour par Aleksandr Galkine), en 2009 (battu au deuxième tour par Yu Yangyi), 2015 (éliminé au premier tour par Gabriel Sargissian), 2019 (éliminé au premier tour) et 2023 (éliminé au deuxième tour).
| Année | Lieu            | Résultat      | Ultime adversaire   | Adversaires battus |
| ----- | --------------- | ------------- | ------------------- | ------------------ |
| 2007  | Khanty-Mansiïsk | premier tour  | Aleksandr Galkine   |                    |
| 2009  | Khanty-Mansiïsk | deuxième tour | Yu Yangyi           | Boris Gratchiov    |
| 2015  | Bakou           | premier tour  | Gabriel Sargissian  |                    |
| 2019  | Khanty-Mansiïsk | premier tour  | Maxim Rodshtein     |                    |
| 2023  | Bakou           | deuxième tour | Alexander Donchenko | Abdelrahman Hesham |

## Compétitions par équipe
Il a représenté la Pologne lors de cinq olympiades, remportant la médaille d'or individuelle à l'échiquier de réserve lors de l'olympiade d'échecs de 2010. Il a participé à quatre championnats d'Europe par équipe, remportant la médaille d'or individuelle au quatrième échiquier lors du championnat d'Europe de 2013 (6,5 points sur 9, +6 =3).